# South Durras
South Durras est un village de la Côte Sud de Nouvelle-Galles du Sud, en Australie.
Sa population était de 361 habitants en 2016.